# Robert Bowie

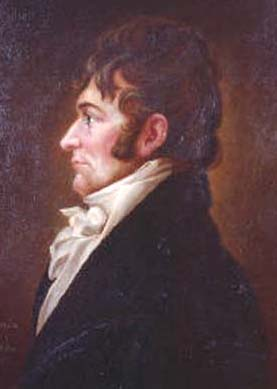
Robert Bowie

Robert Bowie (* März 1750 im Prince George’s County, Province of Maryland; † 8. Januar 1818 ebenda) war ein US-amerikanischer Politiker und von 1803 bis 1806 sowie zwischen 1811 und 1812 Gouverneur des Bundesstaates Maryland.

## Frühe Jahre und politischer Aufstieg
Bowie besuchte die Reverend John Eversfield’s School und die Reverend Craddock’s School in Maryland. Während des Unabhängigkeitskrieges stieg er vom Oberleutnant bis zum Generalmajor auf. Zwischen 1785 und 1790 war er Abgeordneter im Repräsentantenhaus von Maryland. In den Jahren 1801 bis 1803 kehrte er noch einmal in dieses Gremium zurück.

## Gouverneur von Maryland
Am 4. November 1803 wurde Robert Bowie von der Legislative von Maryland zum neuen Gouverneur gewählt. Nachdem er in den Jahren 1804 und 1805 in seinem Amt bestätigt wurde, konnte er zwischen dem 15. November 1803 und dem 12. November 1806 drei jeweils einjährige Amtszeiten absolvieren. In dieser Zeit wurde die Einwanderung von freien Afroamerikanern nach Maryland verboten. Die Sitzverteilung im Repräsentantenhaus des Staates wurde neu eingeteilt und der Straßenbau vorangetrieben.
Nach dem Ende seiner Amtszeit wurde Bowie zwischen 1806 und 1809 Bezirksrichter in seinem Heimatkreis, dem Prince George’s County. Am 12. November 1811 wurde er nochmals zum Gouverneur seines Staates gewählt. Nachdem er im Jahr 1812 nicht wiedergewählt worden war, musste er am 23. November 1812 sein Amt aufgeben. Seine zweite Amtszeit zwischen 1811 und 1812 war von den Ereignissen des Krieges mit England überschattet, den der Gouverneur gegen starken Widerstand unterstützte.

## Weiterer Lebenslauf
Zwischen 1813 und 1817 bewarb sich Bowie jedes Jahr um eine Rückkehr in das Amt des Gouverneurs, aber alle Versuche blieben erfolglos. Er starb im Januar 1818. Mit seiner Frau Pricilla Mackall hatte er sieben Kinder. Sein älterer Bruder Walter Bowie (1748–1810) war Kongressabgeordneter aus Maryland. 